# Schoenocaulon frameae
Schoenocaulon frameae är en nysrotsväxtart som beskrevs av Wendy Beth Zomlefer och Walter Stephen Judd. Schoenocaulon frameae ingår i släktet Schoenocaulon och familjen nysrotsväxter. Inga underarter finns listade.